# Перье-де-ла-Бати, Анри
Жозе́ф Мари́ Анри́ Альфре́д Перье́-де-ла-Бати́ (фр. Joseph Marie Henry Alfred Perrier de la Bâthie; 1873—1958) — французский ботаник, исследователь флоры Мадагаскара, а также Коморских островов, Вьетнама, Франции.
Корреспондент Парижской академии наук (1932).

С 1896 по 1933 год работал на Мадагаскаре; внёс существенный вклад в флористическое районирование острова.
Не следует путать его имя с именем его дяди — другого французского ботаника, также исследователя флоры Мадагаскара, Эжена Пьера Перье-де-ла-Бати (фр. Eugène Pierre Perrier de La Bâthie, 1825—1916).

## Избранные труды
- La végétation malgache (1921)
- Biogéographie de plantes de Madagascar (1936)
- Несколько томов из серии  Flore de Madagascar et des Comores (1946—1952).

## Названы в честь Ж. М. А. А. Перье-де-ла-Бати
В честь Жозефа Мари Анри Альфреда Перье-де-ла-Бати названы следующие биологические таксоны:
- Род орхидей Neobathiea Schltr. (1925) [syn. Bathiea Schltr. (1915)] — Необатия; у необатий белые, зелёные или бело-зелёные цветки; ареал рода — влажные леса Мадагаскара и Коморских островов.
- Несколько видов растений, растущих на Мадагаскаре:
  - Erythrina perrieri
  - Ensete perrieri
  - Euphorbia perrieri
  - Melanophylla perrieri
  - Podocarpus perrieri
  - Takhtajania perrieri [syn. Bubbia perrieri]
  - Xerosicyos perrieri
- Вид лемуров из семейства Индриевые (Indriidae) — Propithecus perrieri